# فيليب بوتير
فيليب بوتير (بالإنجليزية: Philip Potter)‏ هو عالم عقيدة دومينيكاوي، ولد في 19 أغسطس 1921 في روسو في دومينيكا، وتوفي في 31 مارس 2015 في لوبيك في ألمانيا.

## وصلات خارجية
- فيليب بوتير على موقع مونزينجر (الألمانية)